# ウェディングピーチ スペシャルCD
「ウェディングピーチ スペシャルCD」は、中島えりな・FURILのA面/B面（単A面）2ndシングルである。1995年11月22日にケイエスエスより発売。

## 概要
テレビ東京系アニメ『愛天使伝説ウエディングピーチ』の後期（3～4クール）主題歌を収録したスプリット・シングルである。
- 表題曲「Wedding Wars-愛は炎-」はテレビ東京系アニメ『愛天使伝説ウエディングピーチ』の後期オープニングテーマ。
- カップリング曲「ヴァージンラブ」はテレビ東京系アニメ『愛天使伝説ウエディングピーチ』の後期エンディングテーマ。
- セル原画：野崎愛子、渡辺真由美

## 収録曲
1. Wedding Wars-愛は炎-
  - 作詞：佐藤ありす、作曲：斎藤かんじ・大和朗、編曲：関根安里、歌：中島えりな
  - テレビ東京系アニメ『愛天使伝説ウエディングピーチ』後期オープニングテーマ主題歌
2. ヴァージンラブ
  - 作詞：佐藤ありす、作曲：斎藤かんじ・大和朗、編曲：関根安里、歌：FURIL（氷上恭子・宮村優子・野上ゆかな）
  - テレビ東京系アニメ『愛天使伝説ウエディングピーチ』ニューエンディングテーマ
3. Wedding Wars-愛は炎-（オリジナル・カラオケ）
4. ヴァージンラブ（オリジナル・カラオケ）